# إدريسا توريه
إدريسا توريه (بالألمانية: Idrissa Touré)‏ (29 أبريل 1998 ببرلين في ألمانيا - ) هو لاعب كرة قدم ألماني في مركز الوسط. لعب مع آر بي لايبزيغ ويوفنتوس.

## وصلات خارجية
- إدريسا توريه على موقع قاعدة بيانات كرة القدم.إي يو (الإنجليزية)
- إدريسا توريه على موقع Soccerway.com (الإنجليزية)
- إدريسا توريه على موقع عالم كرة القدم.نت (الإنجليزية)